# 伊本·穆格法

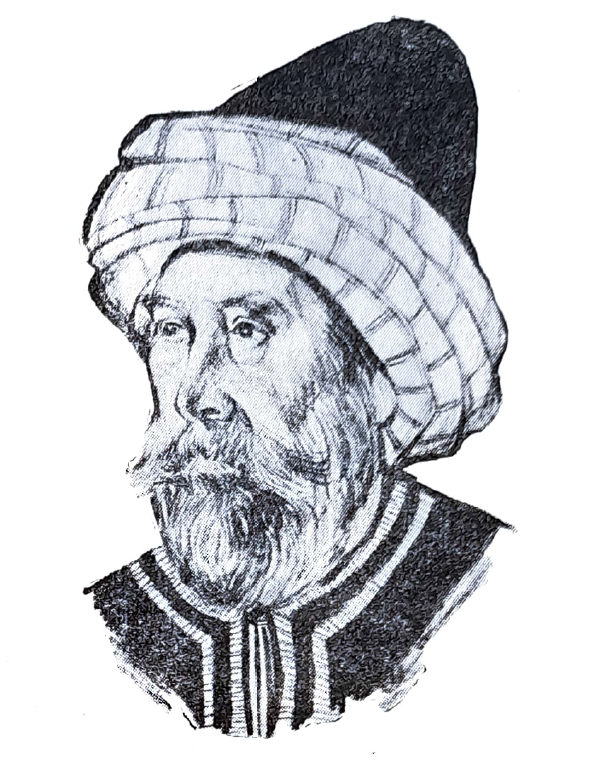
伊本·穆格法

伊本·穆格法（—756年/759年）是一位用阿拉伯语写作的波斯翻译家、哲学家、作家和思想家。他原本信仰摩尼教，後來皈依伊斯兰教。 他的母语是中古波斯语。 他的父亲曾是奧瑪亞哈里發國的税务官员。他將中古波斯语版的五卷书翻译成阿拉伯文。 